# Tommy Clufetos
Tommy Clufetos, (Detroit, 30 de dezembro de 1979), é o atual baterista da banda solo de Ozzy Osbourne e contratado do Black Sabbath para os shows de reunião da banda em 2012 e 2013.

## Carreira
Tommy Clufetos nasceu em Detroit, Michigan. Começou a tocar bateria em torno de seis anos de idade.
Clufetos chegou a tocar bateria com Ted Nugent, Alice Cooper e Rob Zombie. Ele tocou em 2006 no álbum Educated Horses de Rob Zombie, no primeiro lançamento ao vivo do Zombie, em 2007 no Zombie Live, e, em 2010 Hellbilly deluxe 2.
Em 2008, Tommy Clufetos destaque em seu próprio DVD instrucional da série Behind The Player. Ele também faz uma aparição para o DVD John 5 Behind The Player contribuindo para a percussão de apoio.
Em março de 2010, foi anunciado que Clufetos tinha parado de tocar com Rob Zombie para se juntar a Ozzy Osbourne, substituindo o baterista Mike Bordin. Em maio de 2012 Clufetos toca com Black Sabbath, no lugar do baterista original da banda Bill Ward. No entanto, ele não é chamado para gravar o mais recente álbum do Black Sabbath "13", sendo o álbum gravado com Brad Wilk. Mas Clufetos voltou a tocar com o Black Sabbath em abril de 2013 como baterista para a turnê do álbum, iniciando com o show de abertura em Houston em 25 de Julho de 2013. Tommy também é primo do lutador de MMA Dan 'The Wolfman' Theodore.